# 1944 aux échecs
| Années des échecs : 1941 - 1942 - 1943 - 1944 - 1945 - 1946 - 1947    |
| Décennies des échecs : 1910 - 1920 - 1930 - 1940 - 1950 - 1960 - 1970 |

Cet article présente les faits marquants de l'année 1944 aux échecs.

## Championnats nationaux
- Argentine : Héctor Rossetto remporte le championnat[1],[2]. Chez les femmes, pas de championnat.
- Autriche nazie : Pas de championnat national pour cause d’Anschluss[3], ni de tournoi féminin[4].
- Belgique : Albéric O’Kelly  remporte le championnat[5]. Chez les femmes, c’est M. Stoffels qui s’impose[6].

- Brésil : Le championnat n’a pas lieu[7].
- Canada : Pas de championnat[8].
- Écosse : Pas de championnat pour cause de Seconde Guerre mondiale.
- État espagnol : Antonio Medina remporte le championnat [9].

- État français : Pas de championnat.
- États-Unis : Arnold Denker remporte le championnat[Note 1],[Note 2],[10]. Chez les femmes, Gisela Kahn Gresser s’impose[11].
- Finlande: Pas de championnat[12].
- Pologne[Note 3] : Pas de championnat[13].
- Royaume-Uni : Pas de championnat[14].

- Suisse : Paulin Lob remporte le championnat [15].
- RSS d'Ukraine : Boris Goldenov remporte le championnat[16],[17], dans le cadre de l’U.R.S.S.. Chez les femmes, pas de championnat[18].
- Royaume de Yougoslavie : Pas de championnat[19],[20].

## Naissances
- Florin Gheorghiu
- Vlastimil Hort
- Jean-Claude Loubatière (2 mai)[21], président de la FFE
- Jørn Sloth, champion du monde par correspondance

## Nécrologie
- En 1944 : Salomon Szapiro (en), N. Koppelman (en), Nikoly Rudnev (en), Dawid Daniuszewski (en), Wilhelm Orbach (en)
- 2 février : Gunnar Friedemann (en)
- 3 février : Albert Hodges
- 10 février : Eugène Antoniadi
- 12 avril : Roberto Grau
- 3 juin : Adolf Zinkl (en)
- 26 juin : Olga Menchik
- 27 juin : Vera Menchik, championne du monde de 1927 à sa mort
- 6 octobre : Wolfgang Hasenfuss (en)
- 2 novembre : Karol Irzykowski
- 9 novembre : Frank Marshall, champion des États-Unis de 1909 à 1936
- En novembre : Clara Faragó (en)
- 19 novembre : Luigi Miliani (en)
- 20 novembre : Jørgen Møller
- 27 décembre : Dirk Bleijkmans (en)
- 29 décembre : Endre Steiner